# وتيازة
الوتيازة (الاسم العلمي:†Wattieza) هي جنس منقرض من النباتات تتبع رتبة البوغيات الغبارية الكاذبة.
كانت الوتيازة جنس من أشجار ما قبل التاريخ التي كانت موجودة في منتصف العصر الديفوني وتعتبر من أقارب السراخس الحديثة و أذناب الخيل. تم اكتشاف عام 2005 (الذي كشف عنه علنا في عام 2007) أحافير من الديفوني الأوسط (حوالي 385 مليون سنة) في مقاطعة شوهاري بولاية نيويورك تظهر تاج الوتيازة مع جذع والجذع معروف منذ عام 1870.
تم وصف العينات المتحجرة ل«جذوع غيلبوا» التي تم اكتشافها في غيلبوا بنيويورك على أنها السرخس البذري الفجري على الرغم من أن النبات الكامل بقي غير معروف. وقد تم وصف هذه الحفريات بأنها أقدم الأشجار المعروفة حيث بلغ طولها 8 أمتار أو أكثر تشبه السرخس الشجري الكياثون الحديث الغير مرتبط بها تصنيفيا.